# Каноза Санита
Кано̀за Санѝта (на италиански: Canosa Sannita) е село и община в Южна Италия, провинция Киети, регион Абруцо. Разположен е на 231 m надморска височина. Населението на общината е 1435 души (към 2013 г.).